# Andrei Prepeliță
Andrei Prepeliță (Slatina, 8 december 1985) is een Roemeens profvoetballer die als middenvelder speelt. In 2019 verruilde hij Concordia Chiajna voor Argeș Pitești. In 2014 debuteerde hij in het Roemeens voetbalelftal.

## Clubcarrière
Prepeliță speelde voor zowel Argeș Pitești als Universitatea Craiova meer dan honderd competitiewedstrijden voor hij in 2011 gecontracteerd werd door Steaua Boekarest. Met Steaua werd hij in 2013, 2014 en 2015 landskampioen en won hij eenmaal de Cupa României (2015), de Supercupa României (2013) en de Cupa Ligii (2015). In het seizoen 2015/16 speelde Prepeliță in Bulgarije voor Ludogorets waarmee hij landskampioen werd. Op 31 augustus 2016 werd hij gecontracteerd door het Russische Rostov. Begin 2018 ging hij voor Concordia Chiajna spelen. In 2019 keerde hij terug bij Argeș Pitești dat uitkwam in de Liga 2.

## Interlandcarrière
In 2014 debuteerde Prepeliță in het Roemeens voetbalelftal. Hij maakte deel uit van de Roemeense selectie op het Europees kampioenschap voetbal 2016.